# Аксай Курмоярский
Акса́й Курмоя́рский — река на юге Европейской части России, протекает по Сарпинскому району Республики Калмыкия и Котельниковском районе Волгоградской области. Левый приток Дона, впадает в Цимлянское водохранилище.
Длина реки — 101 км, площадь водосборного бассейна — 1843 км². Впадает в Цимлянское водохранилище в 397 км выше устья Дона

По данным государственного водного реестра России относится к Донскому бассейновому округу, водохозяйственный участок реки — Дон от города Калач-на-Дону до Цимлянского гидроузла, без реки Чир, речной подбассейн реки — Дон между впадением Хопра и Северского Донца. Речной бассейн реки — Дон (российская часть бассейна).

## Общая физико-географическая характеристика
Аксай Курмоярский берёт начало в балке Уманкина, примерно в 20 км к юго-востоку от села Садовое Республики Калмыкия.
Долина Аксая отличается относительно высокой плотностью населения. На берегах реки расположены посёлок Шарнут Республики Калмыкия, хутора Дарганов, Пимено-Черни, Нижние Черни, Караичев, Ленина, Котельников, город Котельниково, хутора Захаров и Похлебин Котельниковского района Волгоградской области.
Вплоть до хутора Пимено-Черни Аксай течёт преимущественно с востока на запад, ниже меняет направление на юго-восточно-восточное, от хутора Караичев и до города Котельниково вновь течёт преимущественно с запада на восток, далее меняет направление течения на северо-западное. При впадении в Цимлянское водохранилище образует обширный залив. В среднем и нижнем течении Аксай образует многочисленные меандры, значительно увеличивающие его длину.

### Бассейн
- Аксай Курмоярский
  - б. Радык (правая составляющая[4])
  - б. Сухая — (п)[4]
  - б. Потайная — (левая составляющая)[4]
  - б. Караичева — (п)[4]
  - б. Караичева — (п)[4]
  - б. Нагольная — (л)[4]
  - б. Семичная* — (л)[4]
  - б. Аксайская* — (л)[4]
  - б. Первый Лог* — (п)[4]
  - б. Второй Лог* — (п)[4]

Притоки, отмеченные *, в настоящее время впадают непосредственно в Цимлянское водохранилище.

### Гидрология
Вследствие значительного испарения в весенне-летний период, основное питание река получает в период весеннего снеготаяния. Доля весеннего стока (март-апрель) от годового составляет от 70 до 90 %, сток летне-осеннего (июль-сентябрь) и зимнего (октябрь-февраль) периодов составляет 10-30 %. Летом, чаще всего к июню, устанавливается устойчивая межень, иногда она прерывается дождевыми паводками.